# Leuctra mortoni
Leuctra mortoni är en bäcksländeart som beskrevs av Kempny 1899. Leuctra mortoni ingår i släktet Leuctra och familjen smalbäcksländor.

## Underarter
Arten delas in i följande underarter:
- L. m. feheri
- L. m. mortoni